# Jože Smole
Jože Smole, slovenski novinar in politik, * 12. junij 1927 Ljubljana, Kraljevina Jugoslavija † 31. oktober 1996 Ljubljana, Slovenija.
Rodil se je v meščanski družini očetu Albinu, odvetniku, in materi Ani, rojeni Anžič. Sodeloval je v NOB in sicer 2 leti v ilegali in 2 leti v partizanih, kjer je bil sekretar Skoj-a v 30. diviziji NOV in POJ, urednik primorske izdaje Mladine in mladisnki dopisnik. Po končani vojni je nadaljeval z novinarstvom za Mladino in Omladino. 1949 je končal višjo partijsko šolo v Beogradu. Od 1949 do 1953 je bil jugoslovanski dopisnik za Tanjug, Borbo in Radio Beograd v New Yorku, pri čemer je pokrival tudi OZN, nato je bil urednik in glavni urednik beograjske Borbe, 1963-68 pa glavni urednik Dela. 1963-66 je bil predsednik Zveze novinarjev Jugoslavije. 1968-70 je bil Titov osebni tajnik in vodja kabineta predsednika republike. Dvakrat je bil jugoslovanski veleposlanik, in sicer na Japonskem (1971-74) in  v  Sovjetski zvezi (1975-78), obenem pa član predsedstva CK ZKJ (1974-78). Bil je viden funkcionar Zveze komunistov Slovenije in član njenega predsedstva; 1979-82 je bil predsednik komisĳe za mednarodne odnose CK ZKS in predsednik skupščine RTV Ljubljana, nato pa predsednik Mestnega komiteja ZKS Ljubljana (1982-86); njegova najpomembnejša funkcija je bil položaj predsednika SZDL Slovenije (hkrati je bil po funkciji tudi član Predsedstva SRS).
Bil je tudi poslanec v skupščini Socialistične republike Slovenije, kjer je bil prisoten tudi pri sprejemanju Deklaracije o neodvisnosti Slovenije in drugih osamosvojitvenih aktov, do katerih je bil precej zadržan in na katere je vložil tudi precej dopolnil (ki pa so bila večinsko ovržena). Bil je eden od zaslužnih, da je 31.10.-dan reformacije postal dela prost dan.
Med slovenskimi komunističnimi politiki je kot eden prvih vodil dialog z drugače mislečimi in odobraval demokratizacijo, hkrati pa zavračal posplošene kritike Jugoslavije in socialističnega sistema. Bil je izrazit kritik velikosrbskega nacionalizma. Znan je postal zlasti potem, ko je takratnemu nadškofu in metropolitu Alojziju Šuštarju omogočil, da je ljudstvu voščil za božič (prvič po radiu 1986, to pa je naredil na TV še pred njim prvič tudi sam, zaradi česar se ga je prijel vzdevek Božiček).
Umrl je v nepojasnjenem požaru leta 1996.